# Goumogo
Goumogo är en ort i Burkina Faso.   Den ligger i regionen Centre, i den centrala delen av landet, 40 km sydväst om huvudstaden Ouagadougou. Goumogo ligger 319 meter över havet och antalet invånare är 1 744.
Terrängen runt Goumogo är platt. Närmaste större samhälle är Kokologho, 15,2 km nordväst om Goumogo.
Omgivningarna runt Goumogo är en mosaik av jordbruksmark och naturlig växtlighet. Runt Goumogo är det ganska tätbefolkat, med 62 invånare per kvadratkilometer.